# Ephraim Island
Ephraim Island är en ö i Australien. Den ligger i delstaten Queensland, omkring 59 kilometer sydost om delstatshuvudstaden Brisbane. Arean är 0,17 kvadratkilometer. Genomsnittlig årsnederbörd är 1 424 millimeter. Den regnigaste månaden är januari, med i genomsnitt 275 mm nederbörd, och den torraste är oktober, med 21 mm nederbörd.